# موزه

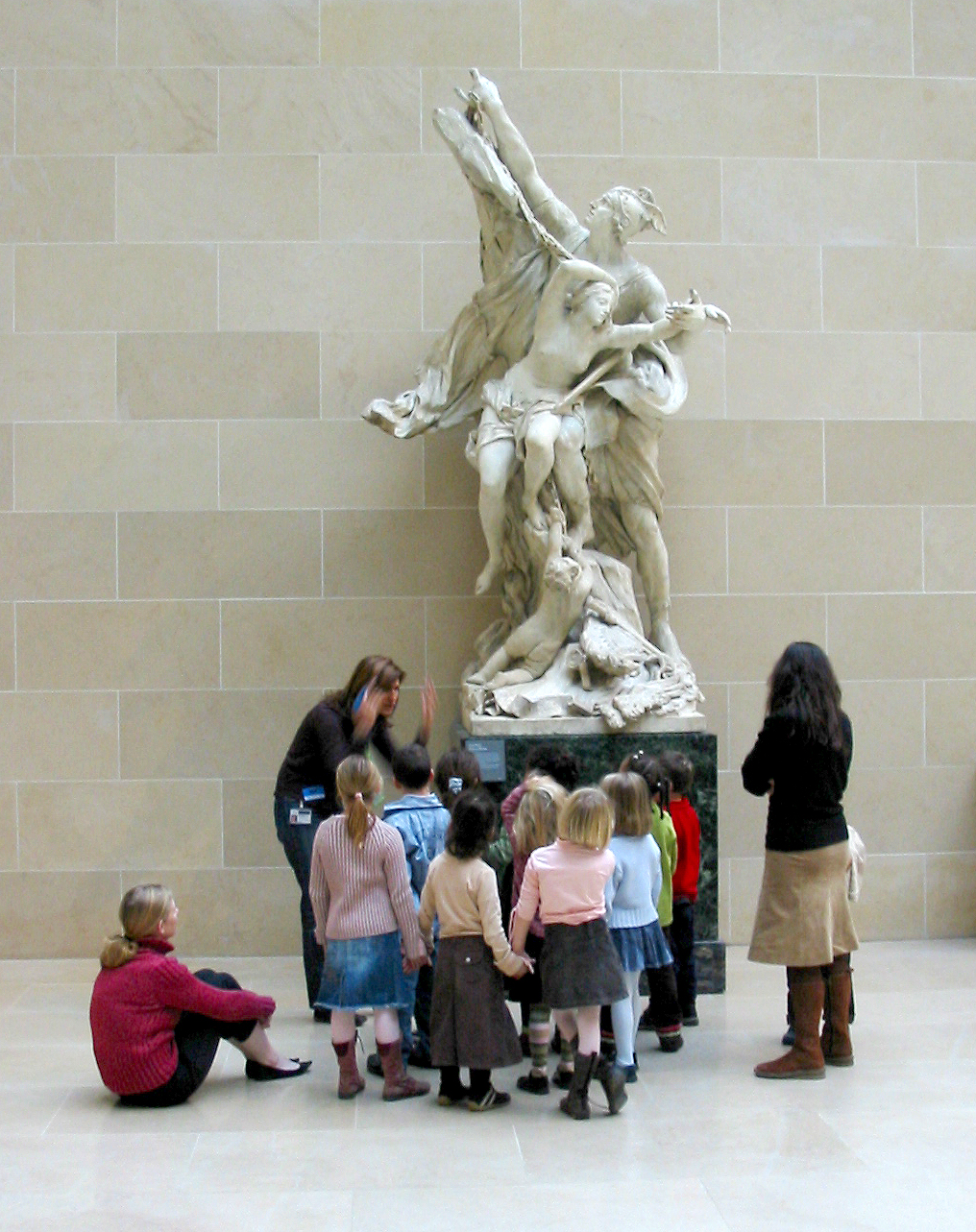
آموزش کودکان با هنر در موزه لوور، پاریس.

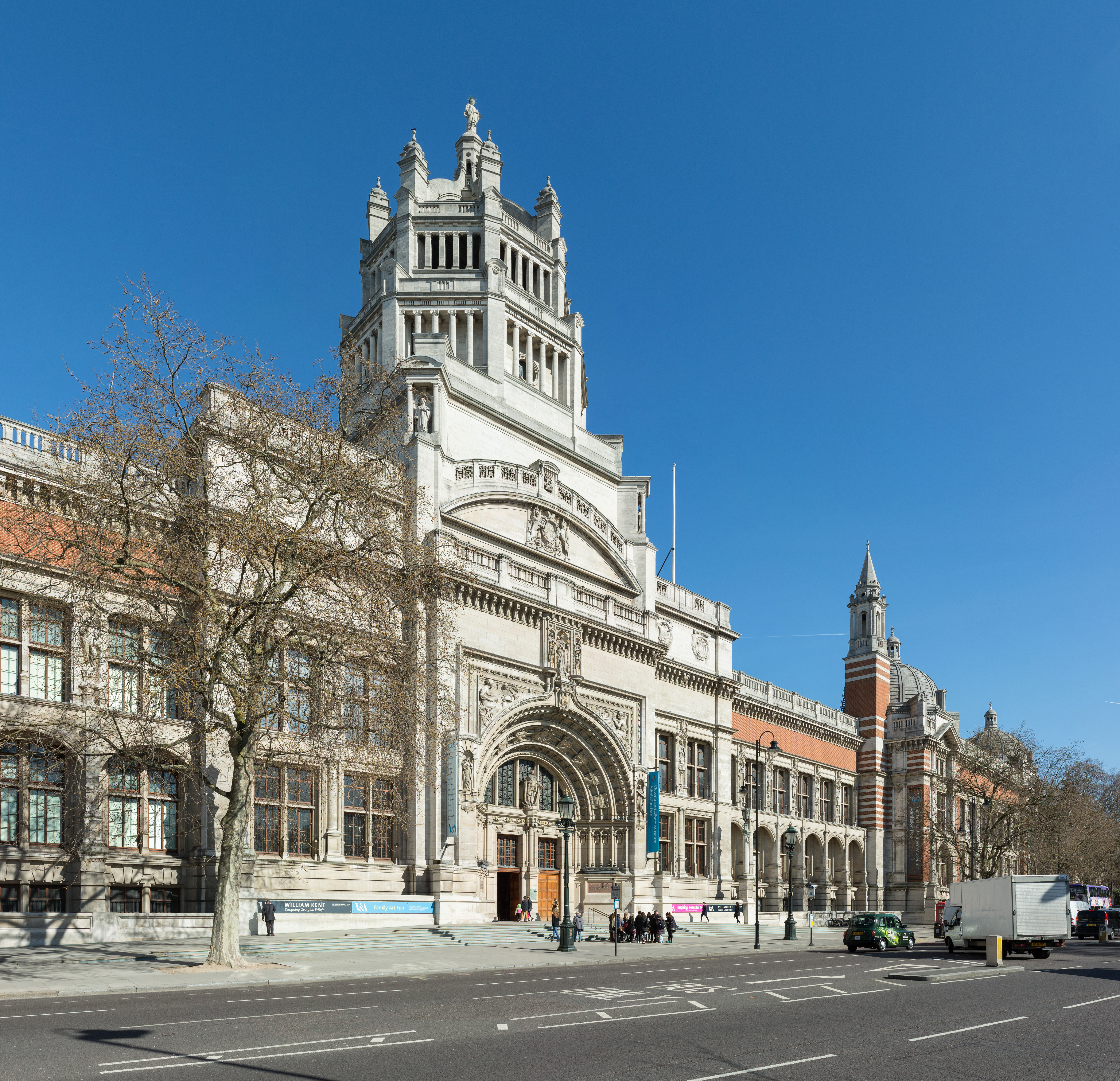
نمایی بیرونی از ساختمان موزه ویکتوریا و آلبرت، لندن.

موزِه (به فرانسوی: musée) و (به انگلیسی: Museum) و (به تاجیکی: آثارخانه) به مکان خاصی گفته می‌شود که در آن مجموعه‌ای از آثار باستانی، صنعتی، هنری و اشیاء باارزش را به معرض نمایش می‌گذارند. ۱۸ می مصادف با ۲۸ اردیبهشت 'روز جهانی موزه' است. اصطلاح موزه به معناى نهاد، مؤسسه يا مكانى است كه به طور كلى براى انتخاب، مطالعه و نمايش شواهد مادى و غير ملموس انسان و محیط او طراحی شده است. فرم و كاركردهاى موزه ها طى قرن ها تحول چشمگيرى يافته است محتواى آنها نيز مانند مأموريت، عملكرد و مديريت آنها تنوع يافته است.
شورای بین‌المللی موزه‌ها که زیر نظر یونسکو فعالیت می‌کند در بند سه و چهار اساسنامه خود موزه را این‌گونه تعریف کرده‌است:
«موزه مؤسسه‌ای دائمی است و بدون هدف مادی که درهای آن به روی همگان باز است و در خدمت جامعه و پیشرفت آن فعالیت می‌کند. هدف موزه‌ها، پژوهش در آثار و شواهد به‌جای‌مانده انسان و محیط زیست او، گردآوری آثار، حفظ و بهره‌وری معنوی و ایجاد ارتباط بین این آثار، به ویژه به نمایش گذاردن آن‌ها به منظور بررسی و بهره معنوی است.»
در اجلاسیه دوم شهریور ۱۴۰۱ (۲۴آگوست۲۰۲۲)شورای بین‌المللی موزه‌ها در شهر پراگ، مرکز جمهوری چک، تعریف جدیدی از موزه به رای گذاشته شد که با ۹۲درصد آرا به عنوان تعریف جدید موزه معرفی شد. در این تعریف آمده‌است:
«موزه، نهادی غیرانتفاعی و دائمی در خدمات جامعه است که به تحقیق، گردآوری، حفاظت، تفسیر و نمایش گذاشتن میراث ملموس و ناملموس می‌پردازد. نهادی در دسترس و جهان‌شمول که درهایش به روی همگان باز است و تنوع و پایداری را پرورش می‌دهد. آن‌ها از نظر اخلاقی، حرفه‌ای و با مشارکت جوامع اداره می‌شوند و با ارائه تجربیات متنوع برای آموزش، لذت، تفکر و به اشتراک‌گذاری دانش، ارتباط برقرار می‌کنند.»

## نام‌شناسی
کلمهٔ موزه را از واژه یونانی (Mousein) گرفته‌اند که نام تپه‌ای بوده‌است در آتن که در آن عبادتگاهی برای موزها که نه الهه هنر و صنعت بوده‌اند، ساخته شده بود.
موزه (Mousee) تلفظ فرانسوی این واژه و موزیم (Museum) تلفظ انگلیسی آن است. از حدود سال ۱۲۹۰ هجری قمری این کلمه با تلفظ فرانسوی آن در ایران رایج شد. در افغانستان شکل انگلیسی واژه رایج است.

## تاریخ
نخستین موزه با مجموعه‌های خصوصی افراد توانمند، خانواده‌ها و موسسات هنری آغاز شد که شامل اشیاء طبیعی و نایاب می‌شد. در ایران
ساخت اولین موزه به ناصرالدین شاه قاجار و پس از بازگشت وی از سفر اروپا نسبت داده می‌شود.

## انواع

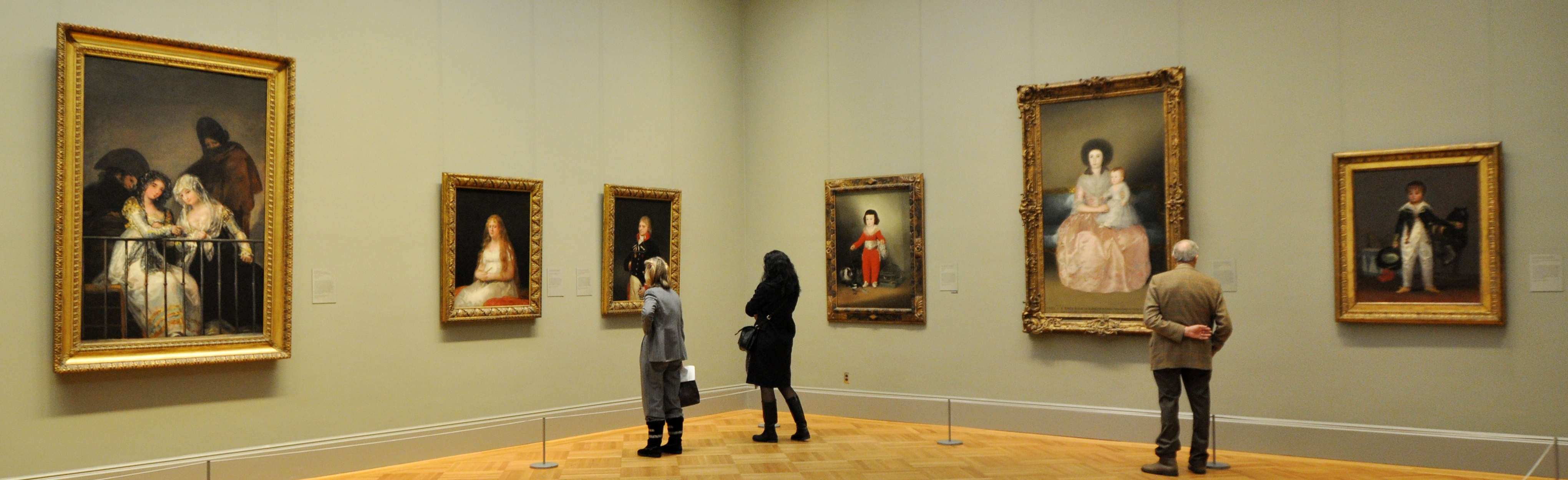
بازدیدکنندگان از تابلوهای نقاشان اروپایی در موزه هنر متروپولیتن، نیویورک.

انواع زیادی از موزه وجود دارد از مجموعه‌های بزرگ در شهرهای بزرگ که انواع مجموعه‌ها را پوشش می‌دهد تا موزه‌های کوچک که یک یا چند دسته خاص را شامل می‌شود. این دسته‌ها شامل هنرهای زیبا، هنر کاربردی، صنایع دستی، باستان‌شناسی، مردم‌شناسی، قوم‌شناسی، تاریخ، تاریخ فرهنگی، تاریخ نظامی، علم، فناوری، موزه کودکان، نقشه، تاریخ طبیعی، سکه‌شناسی، گیاه‌شناسی، علوم طبیعی و تمبرشناسی و کاخ موزه‌ها می‌باشد.
موزه هنر متروپولیتن

## موزه‌های معروف

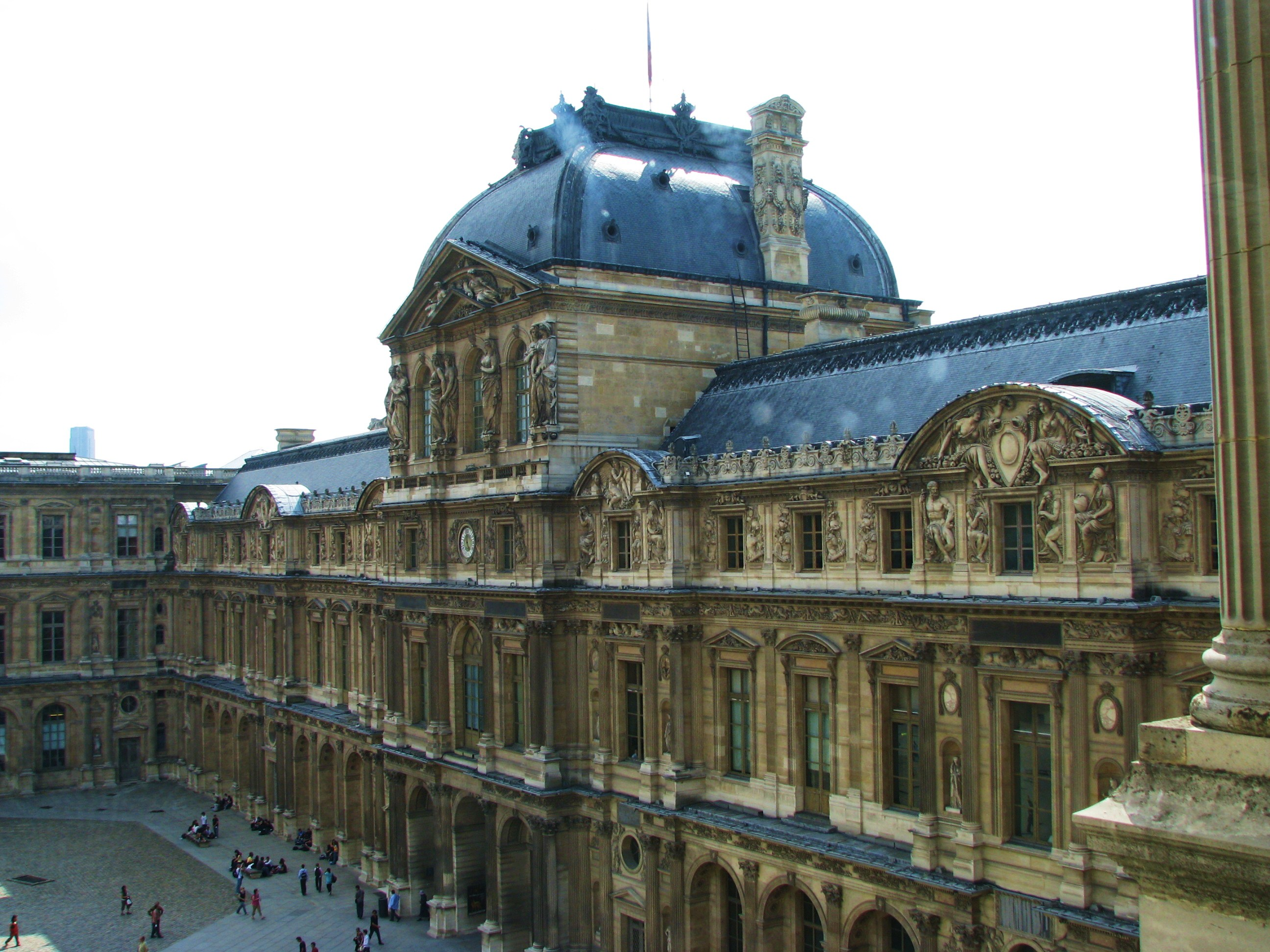
موزه لوور در پاریس، پربازدیدترین موزه جهان است.

از معروف‌ترین موزه‌های جهان می‌توان به موزه لوور پاریس، موزه ارمیتاژ سن‌پترزبورگ، بریتیش موزیوم در لندن اشاره کرد.
در میان مهم‌ترین موزه‌هایی که در ایران وجود دارد، می‌توان موزه ایران باستان، موزه آذربایجان، موزه رضا عباسی، موزه آبگینه، موزه فرش،  موزه خودروهای تاریخی ایران، موزه هنرهای معاصر (که به کوشش شهبانو فرح پهلوی تأسیس شد) و کاخ موزه نیاوران را نام برد.

## موزه‌های خصوصی

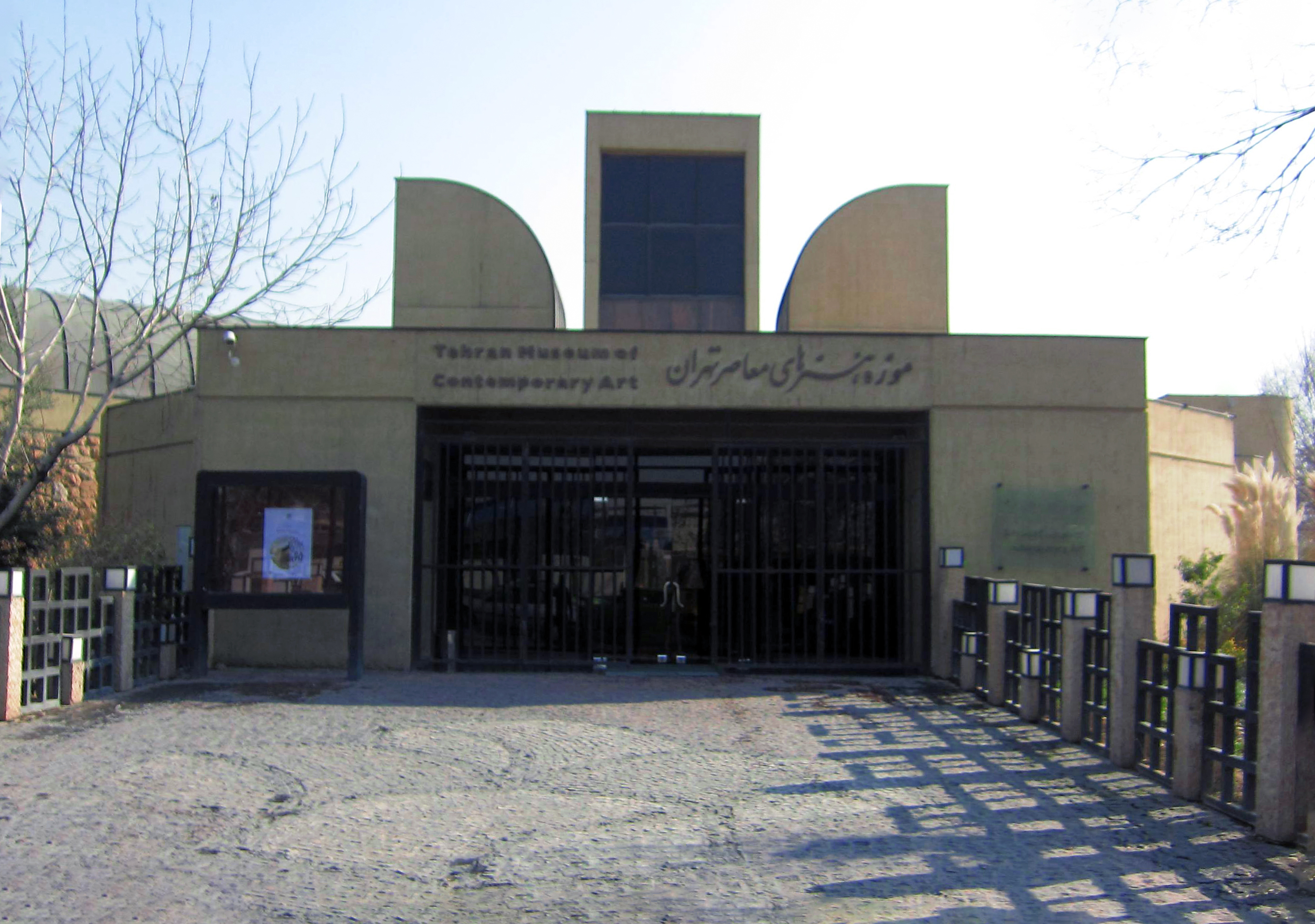
موزهٔ هنرهای معاصر تهران، دارای یکی از جامع‌ترین کلکسیون‌های هنر مدرن از پس از جنگ جهانی دوم تا پیش از دههٔ ۱۹۸۰ میلادی است که شامل کارهای مهمی از جنبش‌های هیجان‌نمایی انتزاعی، پاپ آرت، مینی‌مالیسم، مفهومی، و فوتورئالیسم می‌شود.

علاوه بر موزه‌های دولتی در داخل کشور شاهد هستیم شماری موزه خصوصی نیز به همت افراد مختلف راه‌اندازی و اداره می‌شود. در ایران بزرگ‌ترین موزه شخصی که به اعتقاد برخی از کارشناسان، بزرگ‌ترین موزه شخصی خاورمیانه نیز هست، توسط محمدصادق محفوظی راه‌اندازی شده‌است. موزه دکتر محمدصادق محفوظی که بیش از دو دهه از تأسیس آن می‌گذرد، دربرگیرندهٔ بیش از ۱۲۰هزار اثر فرهنگی_هنری_تاریخی ست که متعلق به دوران مختلف، به ویژه دوران اسلامی هستند. بیشترین تعداد آثار این گنجینه را، کتب خطی و سایر آثار خط و خوشنویسی، نگارگری‌ها، مهرها و خواتیم به خود اختصاص داده‌اند. در حال حاضر، کتابخانه به قم منتقل شده و موزهٔ اصلی از نظر مکان، در وضعیت جابجایی و انتقال است.